# Sainte-Sabine-sur-Longève

Sainte-Sabine-sur-Longève este o comună în departamentul Sarthe, Franța. În 2009 avea o populație de 663 de locuitori.